# Баян-Нуур
Баян-Нуур (Баян-Нур, Хар-Нуур; монг. Баян нуур) — эвтрофное пресноводное озеро ледникового происхождения. Располагается в западной части Монголии на территории аймака Завхан, в сомоне Сантмаргац. Находится на высоте 1491 м над уровнем моря.
Общая площадь озера Баян-Нур составляет 64,2 км², длина — 14 км, ширина 8,3 км. Длина береговой линии — 59 км. Максимальная глубина озера — 50 м. Половина площади озера имеет глубины до 20 м, зона с глубинами более 30 м составляет около 30 %, а с глубинами более 40 м — около 8 %. Объём воды — 1390 млн м³. Прозрачность воды — 5—6 м.
Озёрная вода Баян-Нуура прозрачная и чистая. Озеро формально является бессточным, однако его южный берег формирует обширный песчаный массив, сложенный барханами, где избыток воды фильтруется в пески. За счёт этого засоления озера не происходит. Несмотря на относительно небольшую площадь, Баян-Нуур является шестым пресноводным озером Монголии по объёму, значительно превышая по этому показателю такие крупные по площади озера, как Ачит-Нуур и Айраг-Нуур.
Озеро замерзает в конце ноября и освобождается ото льда в начале мая. Толщина ледяного покрова может достигать 1,5 м. Это связано с отсутствием снежного покрова и суровыми зимними морозами. В летний период происходит прогрев поверхностного слоя воды до +17…+25 °C, а на глубинах 20-25 м до +8…+10 °C.
В озере обитает всего два вида рыб: алтайский осман Потанина (Oreoleuciscus potanini) и сибирский усатый голец (Orthrias barbatulus toni). Османы в озере относительно некрупные (0,1-0,6 м длины, масса от 12 до 2350 г).